# Atelier de poterie antique de Terre-Franche
L'atelier de poterie antique de Terre-Franche est un site de production de poterie gallo-romain à Bellerive-sur-Allier dans le département de l'Allier, Auvergne (région Auvergne-Rhône-Alpes), France.
À cette époque, c'est le principal atelier de poterie de Vichy et de ses environs immédiats. Satellite important de Lezoux, les ateliers de Terre-Franche ont connu une activité maximale au IIe siècle jusqu'à décroître au IVe siècle.

## Situation géographique
Le site de l'atelier se trouve au « champ des Potiers » sur la commune de Bellerive-sur-Allier, en rive gauche (côté sud) de la rivière Allier. Il est face à Vichy, qui se trouve sur la rive droite de l'Allier. Il est situé à 400 m du chemin de grande communication no 10, sur la route de Randan (Puy-de-Dôme), entre La Rama (nom moderne de l'ancienne maison seigneuriale de la Ramaz ou la Ramas) et le quartier moderne de Chantemerle ; dans le cadastre de Belleville-sur-Allier de 1963, le « champ des Potiers de Terre-Franche » est indiqué au quartier des Vaures, section D, parcelle no 18 dite « des Compoints et de la Rama ». L. Mosnier note le pavage du chemin de Terre-Franche à Bellerive, pavage disparu avant 1963, qui desservait l'atelier. Le nom « les Compoints » peut indiquer une croisée de chemins, c'est-à-dire un carrefour, où ce chemin de desserte pouvait rejoindre au moins un autre chemin.
Le site est donc à l'est de la D 1093 ou route de Randan, à peu près entre le lieu-dit les Lagnons et hameau de Preux. Le ruisseau de la Rama coule à environ 150 m au sud-est, et le point le plus proche de l'Allier se trouve à environ 1 km au nord-est.
Dans une plus large perspective, Clermont-Ferrand, le chef-lieu de la civitas gallo-romaine, est à environ 50 km au sud-ouest, Lyon 150 km à l'est-sud-est, Moulins 56 km au nord.

## Situation géologique et petit aperçu sur le nom
En poterie, une « terre franche » est une argile dont la préparation ne nécessite aucun lavage (donc aucun ressuage ou affermissement pour ramener l'argile à la consistance nécessaire pour le modelage), ni aucun ajout de dégraissant (par exemple du sable ou du quartz pour les céramiques grossières ou semi-fines). Vauthey & Vauthey (1963) notent qu'il existe aux environs du site des veines ou bancs d'argile pure, blanche ou verdâtre.
Selon la carte géologique locale, dans la zone du site se trouvent deux couches géologiques de natures très différentes.
La couche C2 (en jaune avec des cercles roses sur la carte géologique) est faite de colluvions polygéniques
reposant sur un substrat oligocène ; c'est le cas en général pour les pentes de la zone comprise entre les vallées de l'Allier et de l'Andelot - dont Terre-Franche. Formée par solifluxion, ruissellement ou sous l'effet du vent, l'épaisseur de cette couche varie de quelques centimètres à un ou deux mètres ; elle est plus épaisse dans les pentes orientées à l'est - ce qui est proche de la condition du site puisque son sol est incliné du sud-ouest vers le nord-est.
La couche Fx, très peu représentée en rive droite, est une couche sédimentaire témoin d'une intense activité volcanique par ses roches très diverses : basalte, andésite et trachyte y sont mêlées à quelques graviers et galets de granite altéré. Ces roches constituent la plus grosse part du sédiment déposé en une masse homogène à l'épaisseur inconnue. Mais à Bellerive-sur-Allier, cette couche Fx est précisée comme FxaA : le Sarmon a déposé une couverture de matériaux carbonatés faite de bouillie de marnes et de débris de calcaire. L'altération de cette couverture donne un sol argilo-sableux brun noirâtre.
Parlant de sable, il est présent en abondance au bord de l'Allier.

## Situation historique
Un atelier de potier nécessite principalement du combustible, de l'argile, de l'eau et un marché. La question de l'argile est débattue dans la section précédente. L'eau, on le verra plus bas, est fournie par des puits. Pour le combustible, Vauthey & Vauthey signalent qu'au XVIe siècle la paroisse de Vaisse était couverte de bois autour des maisons seigneuriales de Beauregard, Bostz et « la Ramaz » ; on[Qui ?] peut supposer qu'il en allait de même dans l'Antiquité.
Transport routier
Terre-Franche est situé le long d'un double axe routier : la voie gauloise de Bibracte à Gergovie et la voie gallo-romaine de Vichy à Clermont par Aubiat et Randan.
Carrefour régional
Historiquement, le site est en Gaule aquitaine mais très proche de la Gaule lyonnaise à l'est ; la Gaule narbonnaise n'est guère plus loin au sud. Situé au nord du pays des Arvernes, l'atelier bénéficie de la proximité de la ville de Vichy, Aquae Calidae (où la concurrence est cependant élevée, ce qui restreint l'éventail des types de production[réf. nécessaire] - voir l'article « Vichy », section « Les ateliers de Vichy »). Les Éduens sont tout proches au nord et à l'est, et les Bituriges de même au nord-ouest.
Proximité des grands centres de production
Il est également proche des autres grands centres de production de la Gaule centrale : Vichy bien sûr, mais aussi Lezoux (40 km au sud), Lubié (près de Lapalisse, 27 km au nord-est), Toulon-sur-Allier (50 km au sud), Les Martres-de-Veyre (58 km au sud-sud-ouest), Cournon-d'Auvergne (atelier des Queyriaux)…

## Historique des découvertes et fouilles
Le site archéologique de Terre-Franche est décrit en 1846 par Louis Beaulieu,, qui déjà y reconnaît des fragments de fours en sus des fragments de céramiques. Il est confirmé en 1864 par Alfred Bertrand qui fait avec Roger de Quirielle quelques recherches superficielles sur le site qu'ils placent à « Laramas, commune de Brugeas » ; ils s'en tiennent à une comparaison des poteries « qui, ayant subi le grand feu, sont d'un rouge foncé », avec les « poteries rouges incisées » de Lubié. Ensuite Joseph Déchelette mentionne le site en 1904, puis Bonnard et Percepied en 1908. Mais presque tous le situent à Laramas, lieu-dit de la commune voisine de Brugheas ; seuls Bonnard et Percepied le placent « au village de Vaisse, situé en face de Vichy, sur la rive gauche de l'Allier ». Lucien Mosnier (1939-2019) signale d'importants ateliers de poterie au lieu-dit « Terre-Franche » « à 3 km environ de Vichy et à 400 m à gauche à vol d'oiseau du chemin G.C. no 10 (route de Randan) ».
Le groupe de fouille de Terre-Franche achète le terrain (avant 1963).
Des fouilles sont menées à partir de 1957 sans interruption au moins jusqu'en 1963 hormis par temps incléments. Le Dr Burnod y participe.
Ces fouilles montrent l'existence d'ateliers de céramique gallo-romaine du IIe siècle tenus par des maîtres-potiers et artisans assurant notamment la production de sigillées.

## Description du site
Le « Champ des Potiers », qui descend en pente douce du sud-ouest au nord-est, est en forme de trapèze de 91 m de hauteur sur une base de 59 m, avec un petit côté de 51 m. Une étude aérienne par Fernand Jarreau montre que cette surface de 1/2 hectare ne représente qu'une partie du site archéologique complet : il faut probablement y ajouter au moins une petite enceinte carrée dans le milieu du champ voisin et une autre enceinte semi-circulaire un peu plus grande jouxtant le chemin ; cette dernière a pu être un réservoir d'eau ou un bassin de décantation de l'argile.
La stratigraphie du site a été malmenée par diverses instances, mais deux couches d'incendie nettes et bien conservées ont été trouvées : l'une à mi-hauteur des l'ensemble des couches (vers 1,80 m de profondeur), l'autre tout en bas proche du sol argileux naturel (vers 2,50 m de profondeur). Dans ces couches, des éléments sont restés intacts : cerneaux (carneaux), tuyaux lisses, grandes tuiles à rebord, imbrices.
Cette stratigraphie a aussi révélé un effondrement (pendant la période d'activité de l'atelier) suivant un axe général sud-ouest / nord-est, suivant le sens de la pente du terrain. Ce creusement a été progressivement comblé par les humains au cours des siècles. Certaines parties sont assez bien conservées : mur de bâtiment, pilastre en briques, parois et sol vitrifié de l'alandier. Le reste de cette zone est très chaotique.

## Histoire de la production
Avec les Martres-de-Veyre et Toulon-sur-Allier, Terre-Franche est parmi les mieux connus des satellites des ateliers de Lezoux[réf. obsolète]. Le rythme des importations de sigillée à Vichy montre deux moments forts dans le développement de la cité antique : seconde moitié du Ier siècle et milieu du IIe siècle. Les ateliers de Terre-Franche ont connu une activité maximale au IIe siècle, une prolongation de l'activité au IIIe siècle et une décroissance finale au IVe siècle. La majorité des pièces ont été faites pendant les règnes d'Hadrien et du début des Antonins, c'est-à-dire entre 117 et 198. L'activité de l'atelier a donc perduré jusque pendant le Haut-Empire.
Mais le Ier siècle voit déjà une certaine activité. Témoins certains poinçons, vases et moules dont les décorations sont similaires à celles des productions arvernes du Ier s. et tout début IIe siècle, et notamment à celles de la première période d'activité de Lezoux. Vauthey & Vauthey (1978) citent en particulier un moule de vase Drag. 30 au décor complexe typique de cette époque, avec qui plus est une ove qui est l'ove no 1 utilisée par RANTO (années 100-125, époque Trajan) ; et avec des poinçons de potiers eux aussi de l'époque Trajan (X3, RANTO, MEDETVS, SILVIO, DONNAVCVS).
Les vases unis (lisses) ne permettent guère d'estimations chronologiques précises, sauf pour le gobelet caréné trouvé en 1966, de forme Drag. 27 plutôt typique du Ier siècle.
Par ailleurs, deux estampilles sont placées in planta pedis, un emplacement rarement rencontré dans le matériel des sites gallo-romains et peut-être indicatif d'une période antérieure.
Deux plateaux unis (lisses) de type arétin, c'est-à-dire deux plats sans pied (comme une grande assiette plate) de 17,3 cm et 20 cm respectivement, à glaçure rouge, d'une pâte très cuite rouge vermillon, sont d'une forme rare dans la sigillée gallo-romaine. Les seuls exemplaires connus en Gaule (en 1978) sont cinq plateaux trouvés à Limoges, dont pâte et vernis indiquent une provenance italique ; leur forme s'apparente au type Gose no 123, du tout début du Ier siècle.

## Les fours
Dès 1846, Beaulieu reconnaît dans les débris du site des conduits,. Les tuyaux trouvés ici (comme à l'atelier de Gueugnon) sont des vestiges de fours à sigillée.

## Composition de l'argile des pièces de Terre-Franche
Les tessons sont d'une argile très ferrugineuse (riche en oxyde de fer), spécifique à la production de Terre-Franche. Par ailleurs, des particules micacées sont fréquentes sur les moules et les vases de Terre-Franche. De plus, dans le groupe des ateliers de Gaule du centre, l'argile de Terre-Franche est la plus riche en chaux après celle de Toulon-sur-Allier ; mais celle de Lezoux est à peine moins riche en chaux, avoisinant elle aussi 10 %[source insuffisante] ; cette richesse en chaux est délibérée et correspond à l'adoption des normes techniques de la sigillée italique lorsque ces ateliers gaulois commencent la production massive de sigillée. C'est pourquoi ce critère ne suffit pas pour déterminer l'origine d'une céramique, non plus que des observations superficielles sur la composition des argiles utilisés dans les ateliers différents.
Une étude détaillée de la composition des sigillées de l'Occident romain a été réalisée vers 1970 par le laboratoire du C.E.R.G.R. de l'université Lyon III. Huit composants ont été analysés pour des sigillées et des poteries communes de Terre-Franche :
- oxyde de calcium ou « chaux vive » (CaO)
- oxyde de fer(III) (Fe2O3)
- dioxyde de titane ou oxyde de titane(IV) (TiO2)
- oxyde de potassium (K2O)
- dioxyde de silicium (SiO2)
- alumine ou oxyde d'aluminium (Al2O3)
- oxyde de magnésium ou magnésie (MgO)
- oxyde de manganèse(II) ou monoxyde de manganèse (MnO)[36]

À Terre-Franche les pourcentages de ces constituants varient notablement pour un même atelier, en particulier pour l'oxyde de calcium et le monoxyde de manganèse.
Ces grandes variations correspondent à la diversité (hétérogénéité) de l'argile utilisée, et sont la cause des variations importantes de couleurs des pâtes des sigillées de Terre-Franche ; cette diversité des couleurs est encore accentuée par les inégalités de température des cuissons.
On peut se rendre compte de l'importance de ces variations en comparant avec les productions d'autres ateliers. Pour l'atelier des Martres-de-Veyre, les pourcentages de composants varient nettement moins ; par contre pour Lezoux, les variations sont sensiblement les mêmes malgré une production considérablement plus grande (et un nombre d'échantillons analysés lui aussi nettement plus grand).

### Détermination du lieu d'origine
Pour déterminer le lieu d'origine d'une pièce céramique en contournant les difficultés posées par les similarités de dispersion des pourcentages des éléments constituants, M. Picon propose donc une analyse discriminante basée sur la variation moyenne (m) et l'écart-type (σ) pour chaque composant, qui donne pour Terre-Franche :
|                | CaO   | Fe2O3 | TiO2  | K2O) | SiO2) | Al2O3) | MgO) | MnO)  |
| -------------- | ----- | ----- | ----- | ---- | ----- | ------ | ---- | ----- |
| m (moyenne)    | 11,38 | 6,36  | 0,79  | 3,61 | 56,6  | 18,9   | 1,49 | 0,078 |
| σ (écart-type) | 4,78  | 0,57  | 0,074 | 0,24 | 4,1   | 1,1    | 0,27 | 0,030 |

Pour une pièce de céramique donnée, une comparaison est ensuite établie entre celle-ci et l'ensemble des éléments composant les productions de deux ateliers A et B, en calculant les densités de probabilité dA et dB de chacun de ces deux ateliers, à l'aide d'une équation matricielle. Ensuite les probabilités d'appartenance à l'un ou l'autre atelier sont déterminées par deux équations simples.
Une courte série de formules permet donc de déterminer sans erreur la provenance d'une céramique, sous réserve que la production globale des ateliers à comparer ait été préalablement analysée et les densités de probabilité respectives calculées pour les éléments composant leurs argiles.[réf. obsolète]
Ainsi a-t-on pu déterminer que parmi les moules à sigillée signés CINNAMVS trouvés à Terre-Franche, certains avaient été produits à Lezoux comme l'indiquait leur style typique à Lezoux ; et d'autres, marqués de caractéristiques particulières, étaient des productions de Terre-Franche.

## La production
Terre-Franche est en concurrence directe avec les ateliers de potiers de Vichy[réf. nécessaire].
La production totale de Terre-Franche inclut de la sigillée lisse (unie) presque toujours estampillée, de la sigillée décorée (dont on retrouve aussi des moules), de la céramique domestique avec notamment de la vaisselle tournée à glaçure rouge dont des mortiers, et des figurines et statuettes en terre blanche. On[Qui ?] note l'absence de fabrication d'amphores.

### Céramiques sigillées
Les vases à décors moulés signés CINNAMVS, PATERNVS et SERVVS sont les plus nombreux, avant ceux de IVSTVS, IVLLINVS et ANVNVS. Ces signatures sont soit intradécoratives et moulées avec le vase, soit apparaissent en graffiti sur moule.
Un moule de vase Drag. 37 avec graffito d'ANVNVS est dans le style de l'atelier arverne PATERNVS. Deux vases Drag. 37 également graffités ANVNVS se trouvent au musée des antiquités nationales de Saint-Germain-en-Laye Le même ANVNVS (il y en a deux autres connus) aurait fabriqué les trois vases cités ; il aurait appartenu au groupe PATERNVS mais les moules qu'il graffitait étaient de la main de LAXTUCISSA, un des principaux potiers travaillant dans les débuts de l'atelier dont PATERNVS était le maître-potier.
La sigillée unie est abondante.

#### Estampilles sur sigillées
Sept artisans dominent la production de sigillée arverne et ont travaillé à Lezoux, Vichy, Terre-Franche ou les Martres-de-Veyre pendant le IIe siècle :
- CINNAMVS[n 14]
- PATERNVS
- ALBVCIVS
- AVENTINVS
- SEVERVS
- ATTIANVS
- CIPPVS[51].

Par ailleurs, des estampilles sont communes à Terre-Franche et Lezoux :
- ANVNVS,
- ASIATICVS,
- ATTILIANVS,
- ATTIANUS,
- BANVVS,
- CACASVS,
- CINNAMVS[n 14],
- COSAXTIS,
- DOECCVS,
- GENIALIS,
- IVLLINVS,
- IVNIVS,
- IVSTVS,
- LVCIVS,
- MAIOR,
- MARITVMVS,
- PATERNVS,
- SERVVS[52],
- CALETVS,
- LASTVCA,
- VEGETVS[32].

Vauthey & Vauthey (1968b) y voient une confirmation du statut de Terre-Franche comme satellite de Lezoux et une indication d'exportation importante vers le Poitou. La conservation du nom dans les succursales est le signe d'une revendication de la filiation, bénéficiant ainsi d'une renommée déjà établie. Pour employer des mots modernes, c'est un élément de stratégie commerciale - surtout lorsque, comme pour CINNAMVS et PATERNVS par exemple, la taille de la marque épigraphique est notablement accrue à partir du milieu du IIe siècle.

### Poteries unies
Les poteries unies incluent de nombreuses coupes de formes Drag. 15, Drag. 16, Drag. 17, Drag. 27, Drag. 33, Drag. 40, Drag.46 ; et Curle 23 et Ritterling 1.
Les potiers de Terre-Franche MAXIMINVS, MODESTVS, PRIMVS et SABINIANVS ont produit de la sigillée unie ; certaines pièces portent également comme marques des rosettes à 8 ou 10 pétales.

### Ensembles appareillés
Un dépotoir du IIe siècle a livré deux empilements de vases et d'assiettes, avec les différents plats s'encastrant les uns dans les autres pour former des piles. Ces ensembles appareillés sont assimilables à des services. Les pièces, protégées par la toiture en tuiles d'un local effondré, sont pratiquement intactes. Sept plats forment deux séries de vaisselle empilable. Un des empilements est constitué de formes hautes ; deux vases de cet empilement figurent, l'un (un vase Ritt. 8) dans le service de type Loeschcke no 1, l'autre (un gobelet tronconique Drag. 33) dans le service no 3.
L'empilement délibéré est indiqué par les incrustations calcaires (assez fréquentes à Terre-Franche) qui marquent sur le fond intérieur de chaque pièce le contact prolongé avec le pied du vase sus-jacent. La circonférence du vase supérieur est particulièrement marquée dans l'empilement no 2.

### Mortiers
Les pièces du site incluent à peu près toutes les variétés de mortiers décrites par F. Oswald et T.D. Pryce[source insuffisante] :
Mortiers lisses sans cannelures
- Drag. 38 à rebord surplombant
- Drag. 43 à déversoir
- Drag. 45 à déversoir à tête de lion en relief d'applique
- Curle 11 à rebord horizontal[54]

Mortiers cannelés horizontalement
- Curle 21 (rebord court, sans déversoir)
- Drag. 43[54].

### Reliefs d'appliques
Les motifs de feuille palmée, de feuille pennée et d'un petit quadrupède bondissant se retrouvent ici sur certains vases de type Drag. 72 à relief d'applique et barbotine ; on les retrouve aussi à Montargis, Gueugnon et Lausanne.

### Figurines en terre cuite blanche
Les dépotoirs ont livré des statuettes en terre blanche.
Le buste de Vulcain et le grand cerf
Deux figurines remarquables représentent un buste de Vulcain et un grand cerf, tous deux de taille importante comparée aux figurines classiques. Les morceaux de ces deux dernières statuettes se trouvaient à proximité du four à céramique, au nord-ouest de l'alandier, mélangés à de nombreux tessons de céramique et de débris du four lui-même. Les caractéristiques de ce cerf le désignent comme représentation symbolique du dieu Cernunnos, qui a pu figurer en tant que protecteur de l'atelier. Plusieurs pièces associent Vulcain et le cerf, notamment à Alzey (Rhénanie) où un bloc de pierre les montre ensemble par deux fois. Les deux pièces n'ont pas été produites par le four ; elles ont donc une vocation votive. Dieu romain et dieux gaulois sont ici associés pour le succès de l'atelier.

### Les moules
Dès avant 1963 les fouilles ont exhumé des moules et fragments de moules ayant servi à la fabrication de sigillées. On note la partie antérieure d'un moule de tête de femme, un socle hémisphérique de personnage en pied, un socle de buste en tronc de pyramide rectangulaire, une petite tête de femme de facture fruste.
Une série de moules relevant du même style ont probablement été fabriqués sur place au IIIe siècle ; R. Delage les rattache au groupe de BANVVS.

### Poinçon-matrice
Un « potier à la petite tête féminine » a signé un ensemble homogène de fragments de moules et de vases Drag. 37. Son poinçon est constitué de trois éléments : la frise d'oves, à ove simple et ove double, une ligne séparative de type zigzag et une petite tête féminine constituant le poinçon original caractéristique. Les décors des pièces ainsi poinçonnées montrent diverses représentations : divines, humaines ou animales, ou bien des motifs végétaux et des petits masques de profil qui alternent avec des médaillons simples figurant en remplissage une colombe ou un serpent monstrueux. La tête de femme est représentée sans cou et sans nuque, ce qui signifie qu'elle représente un masque (elle est d'ailleurs très similaire au double masque décorant un canthare du musée de Tarente). Les ateliers de BVTRIO et de LIBERTVS, au Ier siècle et au début du IIe siècle, ont utilisé des masques en éléments décoratifs. En l'occurrence ce poinçon de Terre-France correspond aux années 100-145 de l'activité de ce groupe, c'est-à-dire précédant la période de très grande activité de Terre-Franche ; cette tranche d'années correspond à la première période de grande activité des ateliers de Lezoux, et à la phase de décadence de la Graufesenque<.

### Autres objets
Les autres objets trouvés incluent des accessoires de fabrication et de chauffe :
galettes circulaires unies (massettes), épaisses ou minces ; plaques rondes à rainure circulaire (empreinte de bol ou de pied) ; supports isolateurs tournés, de type diabolos ou anneaux plats ; supports isolateurs modelés simples, doubles ou triples ; tournettes ou pseudo-tournettes.

## La diffusion
Les estampilles de Terre-Franche MAXIMINVS, MODESTVS, PRIMVS, SABINIANVS, et certaines rosettes à huit ou dix pétales, se retrouvent sur des pièces de sigillée unie à Châteaubleau (Seine-et-Marne).
Le site de Lisieux a fourni des céramiques estampillées des noms de CINNAMVS, PATERNVS, VEGETVS, ATTIANVS, LASTVCA, BANVVS, CALETVS et IVLLINVS, tous potiers attestés à Terre-Franche aussi bien qu'à Lezoux.
Un mortier Drag. 43 de type A1 a été trouvé à Ratiatum (le Rezé gallo-romain, Pays de la Loire).